# Juan López-Tormaleo y Teijeiro
Juan López-Tormaleo y Teijeiro (Campelo, Arganza, provincia  de León, 1755 - ?), fue un funcionario español.

## Biografía
Nació en el seno de una familia hidalga natural de la villa de Cacabelos. Estudió en la universidad de Valladolid. Fue nombrado asesor de la intendencia de Cebú (Filipinas), aunque no ejerció el cargo, y luego Teniente Asesor de Gobierno en Cuenca (Ecuador) entre 1791-1818 e interinamente de gobernador entre 1792-93, en 1803, 1805, 1812 y 1817. Oidor de la Real Audiencia de Quito desde 1818.
Otorgó testamento en Cuenca en abril de 1819 declarando: "Yo, el licenciado don Juan López Tormaleo, ex asesor en las Islas Filipinas, académico jubilado de la Real Academia de Derecho de Carlos III, teniente gobernador letrado, juez de bienes de difuntos, individuo de la Junta de Consolidación, presidente de las de Vacuna y Sanidad, gobernador intendente interino de esta ciudad y oidor de la Real Audiencia de Quito por su Majestad.
Hijo legítimo de don Pedro López Tormaleo, natural de la villa de Cacabelos, en la misma provincia y reino, y de doña Catalina Teijeiro, natural del expresado pueblo de Campelo, ya dijuntos. Nieto por línea paterna de don Francisco López Tormaleo y doña María López de Aragón; y por la materna de don José Teijeiro y doña Tomasa García de Pedrosa. Biznieto por línea también paterna de don Blas López Tormaleo y doña Juliana Guerrero, [de] don Juan López de Aragón y doña María Antonia de Losada y Sorribas; y por línea materna de don Diego Teijeiro y doña Antonia de Rosón y Argayo, [de] don Antonio García de la Pedrosa y doña Josefa de Losada y Villalobos.
Declaro que fui casado y velado según orden de nuestra santa madre Iglesia en el año de mil setecientos ochenta y nueve, en diecisiete de abril, en la Corte de Madrid y parroquia de San Ginés, con doña María de la Bárcena y Mújica, hija de don José de la Bárcena y Berdeja y de doña Antonia Martínez Mújica, naturales de Castilla la Vieja. Y durante este matrimonio tuvimos por nuestros hijos legítimos a don Pedro Nolasco, doña Prisca y doña Águeda López de Tormaleo y Bárcena; de los cuales el primero murió de oficial del Regimiento de Toledo, en la batalla de Badajoz entre españoles y franceses; la segunda está de religiosa profesa y la tercera de novicia en él convento de religiosas de nuestra señora del Carmen de esta ciudad". 